# Univention Corporate Server
Univention Corporate Server (UCS) est un système d'exploitation de serveur, dérivé de Debian GNU/Linux, doté d'un système de gestion intégré pour l'administration multiplateformes de serveurs, de services, de clients, de bureaux et d'utilisateurs, ainsi que de machines virtuelles, exploitées sous UCS. À partir d'UCS 4.0, les machines virtuelles peuvent être administrées aussi bien sur des serveurs locaux que sur des plateformes cloud de type OpenStack et Amazon EC2 Univention est également compatible avec les fonctions fournies dans de nombreuses sociétés par Microsoft Active Directory pour l'administration d'ordinateurs fonctionnant sous Microsoft Windows. via l'intégration du logiciel open source Samba 4. Depuis UCS 3.1, il est possible d'installer les composants basés sur UCS et les produits tiers établis certifiés pour UCS via l'Univention App Center. Depuis UCS 4.0-2, il est aussi possible de laisser courir des conteneurs de Docker sur des systèmes d'UCS.
Univention est un membre de l'Open Source Business Alliance et soutient la création des suites logicielles open source de l'Open Source Business Alliance.

## Historique
Le moteur de développement d'UCS, qui a commencé en 2002, était le manque d'un système d'exploitation de serveurs Linux, qui offrait aux sociétés et aux organisations une alternative au concept de domaine de Microsoft avec le service d'annuaire propriétaire Active Directory. Les solutions Linux comparables (par ex. SUSE et Red Hat) n'offraient pas de système de gestion d'utilisateurs et d'ordinateurs multiplateformes intégré, c'est pourquoi il fallait configurer et maintenir les solutions correspondantes manuellement.
À l'origine, les importants moteurs du développement d'UCS étaient l'Oldenburgische Landesbank et le Sénateur de Brême pour l'Éducation et la Science jusqu'à ce que le produit soit prêt à être commercialisé fin 2004, Depuis, en plus des nouvelles versions, un grand nombre de solutions logicielles basées sur le produit UCS ont également été lancées.
UCS est principalement utilisé dans le monde germanophone par les sociétés et les organismes publics dans un large éventail de secteurs et de branches, parmi lesquels le gouvernement régional de l'état fédéral de Brandebourg. En 2005, Univention a commencé à commercialiser UCS dans d'autres pays germanophones. Aujourd'hui, UCS est utilisé dans de nombreux pays européens, mais aussi hors d'Europe, par exemple en Australie, au Nigeria et aux États-Unis, où Univention a fondé une succursale en 2013.

## Licences et Éditions
UCS est un logiciel open source; les développements propriétaires d'Univention GmbH ont été publiés sous GNU GPL jusqu'à la version 2.3. Avec le lancement de la version 2.4, la société est passée à GNU AGPL. Il existe également un éventail d'applications logicielles basées sur UCS (par ex. dans les secteurs du logiciel de groupe, des bureaux et de la gestion du service informatique).
En référence aux éditions distribuées, il y a la version commerciale avec des frais de maintenance y depuis le 21.4.2015 une version "Core Edition" gratuite. Celle-ci peut-être contrairement à la version ultérieure "Free For Personal Use" être utilisée dans un but commercial.

## Structure et composants
Univention Corporate Server est basé sur la distribution Linux Debian GNU/Linux. De nombreuses applications open source sont intégrées à UCS, par exemple Samba, le service d'authentification Kerberos, le logiciel de virtualisation KVM, Nagios pour la surveillance des serveurs et des services, ainsi que la solution de sauvegarde Bacula. L'argument de vente principal, important et unique d'UCS est son outil d'administration central « Univention Management Console », qui permet une gestion multiplateformes et multisites des infrastructures informatiques. UCS utilise le service d'annuaire OpenLDAP pour sauvegarder des données pour gérer les identités et les systèmes.
Les outils d'administration sont contrôlés par les applications basées en ligne et les interfaces en lignes de commande. Grâce au service d'administration intégré UCS Virtual Machine Manager), les outils d'administration permettent également une administration centrale des serveurs, des clients, des disques durs, des lecteurs de CD-ROM, ainsi que des systèmes physiques sur lesquels ils sont exploités.
Le fabricant s'efforce de garantir des possibilités permettant d'intégrer UCS  dans les environnements informatiques existants en utilisant des normes ouvertes et les connecteurs fournis. De cette façon, l'outil intégré "Active Directory Connection" permet une synchronisation bidirectionnelle du service d'annuaire Active Directory de Microsoft et le service utilisé dans UCS, OpenLDAP. De plus, UCS offre diverses interfaces pour les développeurs d'applications logicielles, leur permettant d'intégrer leurs applications dans le système de gestion d'UCS.
Avec « Univention App Center », UCS fournit un composant de gestion graphique propre pour l'installation et la désinstallation des composants UCS et des applications tierces certifiées UCS depuis UCS 3.1. En plus des solutions Univention, l'Univention App Center inclut par exemple les solutions de logiciel de groupe open source Kopano et Open-Xchange, la solution de sauvegarde SEP Sesam, le système de gestion de documents agorum core, la solution de gestion des clients SugarCRM et l'alternative à Dropbox, ownCloud. Depuis sa version initiale, l'Univention App Center se développe en permanence avec des produits certifiés UCS.

## Domaines d'application des produits de l'Univention App Center
Les produits et les composants UCS disponibles dans l'Univention App Center servent un éventail de domaines d'application. Pour les domaines d'application suivants, des solutions sont disponibles.

### Services compatibles Active Directory
Avec le composant "Active Directory-compatible Domain Controller", basé sur Samba 4, il est possible d'utiliser UCS comme un contrôleur de domaine Active Directory pour les systèmes Windows, y compris les services de fichiers, d'imprimantes et de réseau.
Si des environnements Microsoft Windows et Linux sont opérés en parallèle, le composant d'UCS "Active Directory Connection" établit un chemin de migration transparent entre Active Directory et UCS, et permet une synchronisation automatique entre ces systèmes, y compris les mots de passe cryptés, les définitions de groupe et les autres objets liés au service d'annuaire.
Si l'objectif est de remplacer intégralement les contrôleurs de domaine Microsoft par UCS, ce qui inclut également l'arrêt parallèle de tous les contrôleurs de domaine Active Directory, le composant d'UCS "Active Directory Takeover" permet la migration d'objet d'un contrôleur de domaine Active Directory natif vers un contrôleur de domaine UCS Samba/AD.

### Gestion des clients
Grâce à Univention Corporate Client (UCC), l'App Center offre un système d'exploitation facilement gérable pour les PC, les ordinateurs portables et les  clients légers dans les sociétés et les institutions. L'environnement de bureau du logiciel est basé sur Ubuntu et est optimisé pour une utilisation professionnelle . Il offre des procédures de gestion intégrées pour les utilisateurs, les clients, les bureaux et les permissions, permettant ainsi d'éviter le déploiement d'outils de gestion différents et incompatibles. UCC fait office de plateforme pour accéder à des solutions de bureau à distance et de bureaux virtualisés en tant qu'applications basées sur navigateurs ou en ligne.

### Sauvegarde de données
Avec SEP Sesam et Bareos, l'App Center offre deux solutions connues pour la sauvegarde, l'archivage et la récupération de systèmes d'exploitation, de solutions de virtualisation, d'applications, de bases de données et de fichiers établis.

### Messagerie et logiciel de groupe
Les services de messagerie UCS jouent le rôle d'un serveur de messagerie complet. Ils se basent sur Postfix pour envoyer des messages via SMTP et sur Cyrus pour fournir les boîtes de messagerie via IMAP et POP3. Des contrôles de virus via le scanner ClamAV et la détection de spams via SpamAssassin sont intégrés. Les dossiers et les mailing lists IMAP partagés peuvent être configurés dans l'Univention Management Console.
De plus, l'Univention App Center offre une intégration des solutions groupware établies Open-Xchange, Kopano, Kolab et Tine 2.0.
Pour la protection du serveur de messagerie et les demandes anti-virus, l'Univention App Center offre aussi la solution Kaspersky Security pour les serveurs de messagerie Linux de l'entreprise Kaspersky Lab avec une intégration dans la surface administrative de UCS.

### Surveillance
Avec Icinga et Nagios, l'App Center offre deux solutions connues pour surveiller le système et le réseau. En plus des plugins Nagios par défaut, UCS fournit des plugins Nagios spécifiques, par exemple pour surveiller la réplication des domaines.

### Gestion des réseaux et de l'intranet
Le serveur DHCP de l'App Center est un service permettant une gestion dynamique des adresses IP pour les réseaux IPv4. Il est configurable de manière flexible et permet de gérer de grands réseaux de manière fiable. Au cours de la configuration, vous avez la possibilité de décider s'il faut assigner les adresses IP de manière dynamique ou fixe. En indiquant l'adresse MAC, il est possible d'assigner une adresse IP fixe aux systèmes et ceci vous permet d'éliminer les systèmes tiers.
Le serveur proxy Squid reçoit des requêtes concernant des contenus Internet et vérifie si ces contenus sont déjà disponibles dans un cache local. Il est possible de réduire les temps de réponse pour les utilisateurs et le volume de transfert via l'accès à Internet. De plus, il permet de contrôler et d'administrer l'accès aux contenus en ligne. Par exemple, il est possible d'indiquer quels utilisateurs ou groupes d'utilisateurs peuvent accéder à quels sites et auxquels ils ne peuvent pas accéder.

### Gestion des imprimantes
UCS offre un serveur d'impression, basé sur le logiciel CUPS (Common UNIX Printing System), à l'aide duquel il est possible d'établir des environnements d'impression complexes. Les pilotes PPD pour la plupart des modèles d'imprimantes sont fournis.

### Accès et authentification unique
L'application UCS RADIUS assure l'accès au réseau par le RADIUS protocole. L'application UCS intégrée offre un fournisseur d'identité pour UCS, basé sur le protocole Security Assertion Markup Language (SAML) et le cadre logiciel SimpleSAMLphp. À l'aide du fournisseur d'identité, il est possible de réaliser une fonctionnalité d'authentification unique pour les services et applications web tiers (par ex. Google Apps, Salesforce.com, etc.), tandis que l'authentification s'effectue au niveau du fournisseur d'identité en lui-même. La gestion des utilisateurs se fait via UCS, où les utilisateurs sont activés individuellement pour des services web en particulier.

### Virtualisation
Grâce à UCS Virtual Machine Manager (UVMM), l'App Center offre un composant standard dans le système d'administration UCS, qui gère les infrastructures informatiques virtuelles pour différentes technologies de virtualisation, comme KVM. À partir d'UCS 4.0, les machines virtuelles peuvent être administrées aussi bien sur des serveurs locaux que sur des plateformes cloud de type OpenStack et Amazon EC2.
Grâce à l'application qu'est le serveur de virtualisation KVM, l'App Center offre un hyperviseur pour la virtualisation des systèmes utilisant KVM. Il est possible de gérer de multiples nœuds KVM dans l'environnement à l'aide d'UCS Virtual Machine Manager.

## Sources et références
1. ↑  « UCS 5.0-0 Release Notes » (consulté le 26 mai 2021)
2. ↑  « Distribution Release: Univention Corporate Server 4.0 »
3. 1 2  « Univention Corporate Server 3 released »
4. ↑  « UCS 4.0-2 released »
5. ↑  « Software migration guide of the German Federal Ministry of the Interior, à partir de la page 34. »
6. 1 2  « Univention Corporate Server 2.4 includes integrated virtualisation tool »
7. ↑  « Univention Announces New Pricing and Licensing for Univention »
8. ↑  « Active Directory Connection in Univention App Center »(Archive.org • Wikiwix • Archive.is • Google • Que faire ?)
9. ↑  « Univention Corporate Server 3.1 with Active Directory functionality »
10. ↑  Univention App Center
11. ↑  « Univention Corporate Server - New in version 4.0 »